# Wieldządz
Wieldządz – wieś w Polsce położona w województwie kujawsko-pomorskim, w powiecie wąbrzeskim, w gminie Płużnica. 
Na wschód od wsi znajduje się Jezioro Wieldządzkie.

## Podział administracyjny
W wiekach średnich miejscowość ta była ośrodkiem Komturii wieldządzkiej.
W latach 1939–1945 położona była w okręgu Rzeszy Gdańsk-Prusy Zachodnie, w rejencji bydgoskiej (Regierungsbezirk Bromberg), w powiecie Chełmno (Kreis Kulm).
W latach 1975–1998 miejscowość administracyjnie należała do województwa toruńskiego.  

## Demografia
Według Narodowego Spisu Powszechnego (III 2011 r.) liczyła 293 mieszkańców. Jest dziewiątą co do wielkości miejscowością gminy Płużnica. 

## Historia
Wieś została lokowana na prawie chełmińskim 18 lutego 1349 roku na podstawie wystawionego w Malborku przywileju, który nadał wielki mistrz krzyżacki Henryk Dusemer. Pod koniec lat 70. XIII wieku władze krzyżackie założyły w Wieldządzu komturstwo. Istniało ono nieprzerwanie przynajmniej do 1316 roku, a następnie podległe mu terytoria zostały włączone w skład komturstwa ziemi chełmińskiej. 
W latach 1939 - 1942 nazwą wsi było Villisaß, lecz po przeprowadzonej zamianie nazw miejscowości w Okręgu Rzeszy Gdańsk-Prusy Zachodnie, w latach 1942 - 1945 nazywała się Welsas. Pod okupacją niemiecką miejscowość ta posiadała status wsi. 

## Zabytki
- nieużytkowany budynek dawnego kościoła ewangelickiego, poświęconego w roku 1900. Świątynia przestała pełnić funkcję obiektu sakralnego po opuszczeniu terenu przez niemieckich ewangelików w roku 1945. Kościół należał do parafii znajdującej się w strukturach Superintendentury (diecezji) Wąbrzeźno Ewangelickiego Kościoła Unijnego. Po II wojnie światowej świątynia została splądrowana, a znajdujące się w niej cenne wyposażenie przeniesione do okolicznych parafii katolickich. Wykorzystywano ją jako magazyn. W latach 60. XX wieku zburzono wieżę. W roku 1993 w kościele otwarto lokal rozrywkowy (dyskoteka Rink Weis), który zaprzestał działalności w roku 2006[7][8].
- Z kościołem ewangelickim związana była pastorówka, ochronka dla dzieci.
- cmentarz ewangelicki, otwarty w roku 1901 i zdewastowany na początku lat 90. XX wieku[7].
- Grodzisko średniowieczne[9][10].

## Zamek w Wieldządzu
W 1222 wzmiankowany jako dawny gród Vilisaz. W 1277 roku Jaćwingowie pod wodzą Skumanda zniszczyli przedzamcze "castrum Welsais", ale zamek krzyżacki został obroniony. W 1278 roku został wzmiankowany pierwszy komtur krzyżacki Dietrich. W 1308 roku komturem został Otto von Lauterberg, inicjator najazdów na Polskę po 1327 roku.
Około 1316 zlikwidowano komturię i włączono jej ziemie do komturstwa ziemi chełmińskiej. Zamek zniszczono przypuszczalnie podczas wojny głodowej w 1414 roku. W latach 1971, 1990, 1995 prowadzono niewielkie wykopaliska archeologiczne.
Zamek przypuszczalnie składał się budynku szachulcowego na kamiennym fundamencie o długości ponad 30 metrów. Zamek górny przypuszczalnie otaczał wał. Poprzedzało go przedzamcze o nierozpoznanych jeszcze fortyfikacjach. W późniejszym okresie mogła na zamku górnym zostać zbudowana ceglana wieża rycerska.